# Helianthemum inaguae
Helianthemum inaguae är en solvändeväxtart som beskrevs av á. Marrero, M. González-martín, F. González-artiles. Helianthemum inaguae ingår i släktet solvändor, och familjen solvändeväxter. Inga underarter finns listade i Catalogue of Life.